# Lennox Lehmann

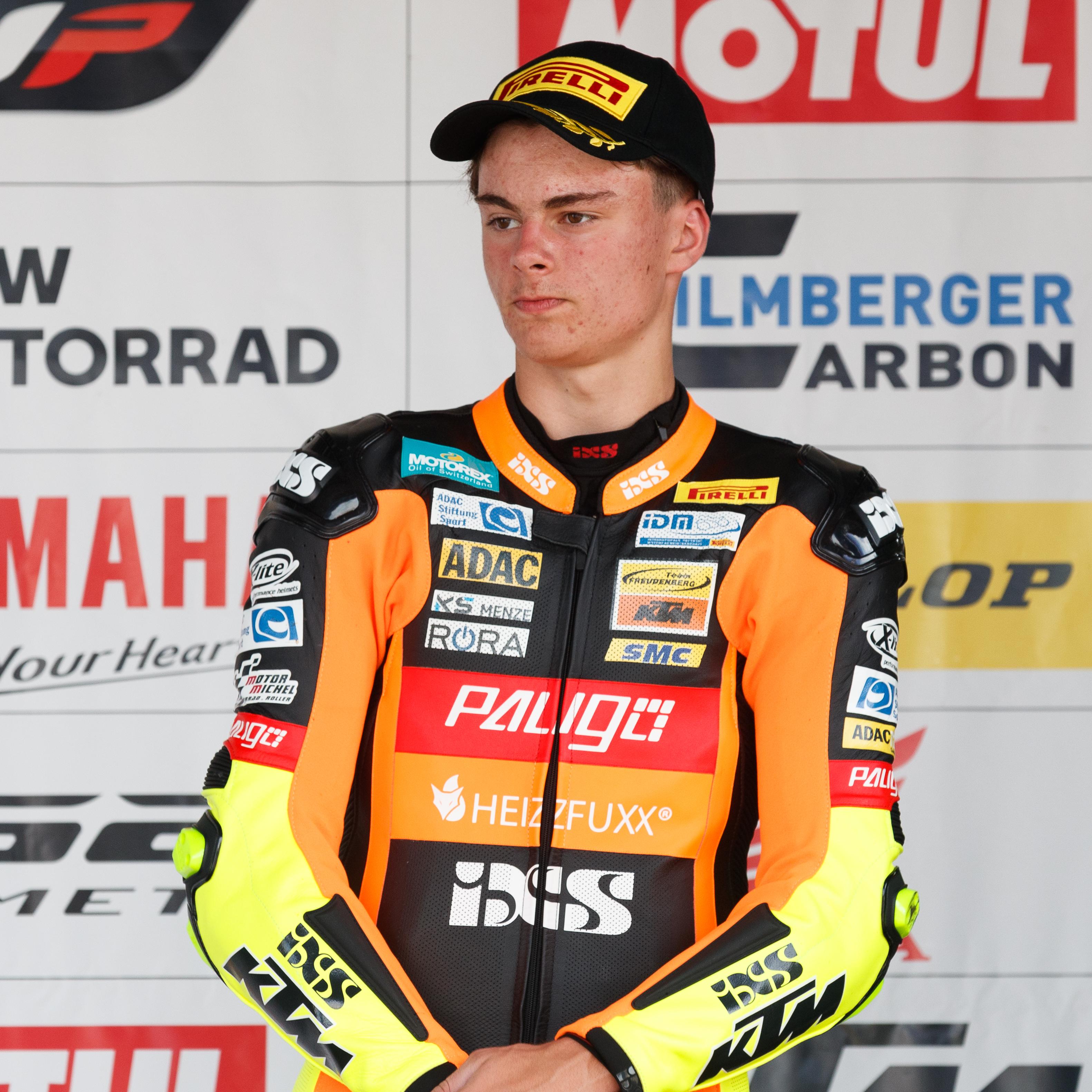
Lehmann (2021)

Lennox Lehmann (* 28. November 2005 in Dresden) ist ein deutscher Motorradrennfahrer.

## Karriere
Lennox Lehmann stieg 2018 im Alter von 12 Jahren in den ADAC Junior Cup ein, wo er eine KTM-RC-390-Cup-Maschine pilotierte. Er beendete die Saison auf Gesamtrang vier und holte in neun Rennen drei Podestplätze. In der Saison 2019 dominierte Lehmann den Cup, er gewann sechs von acht Rennen und wurde der letzte Champion in der Geschichte des ADAC Junior Cup.

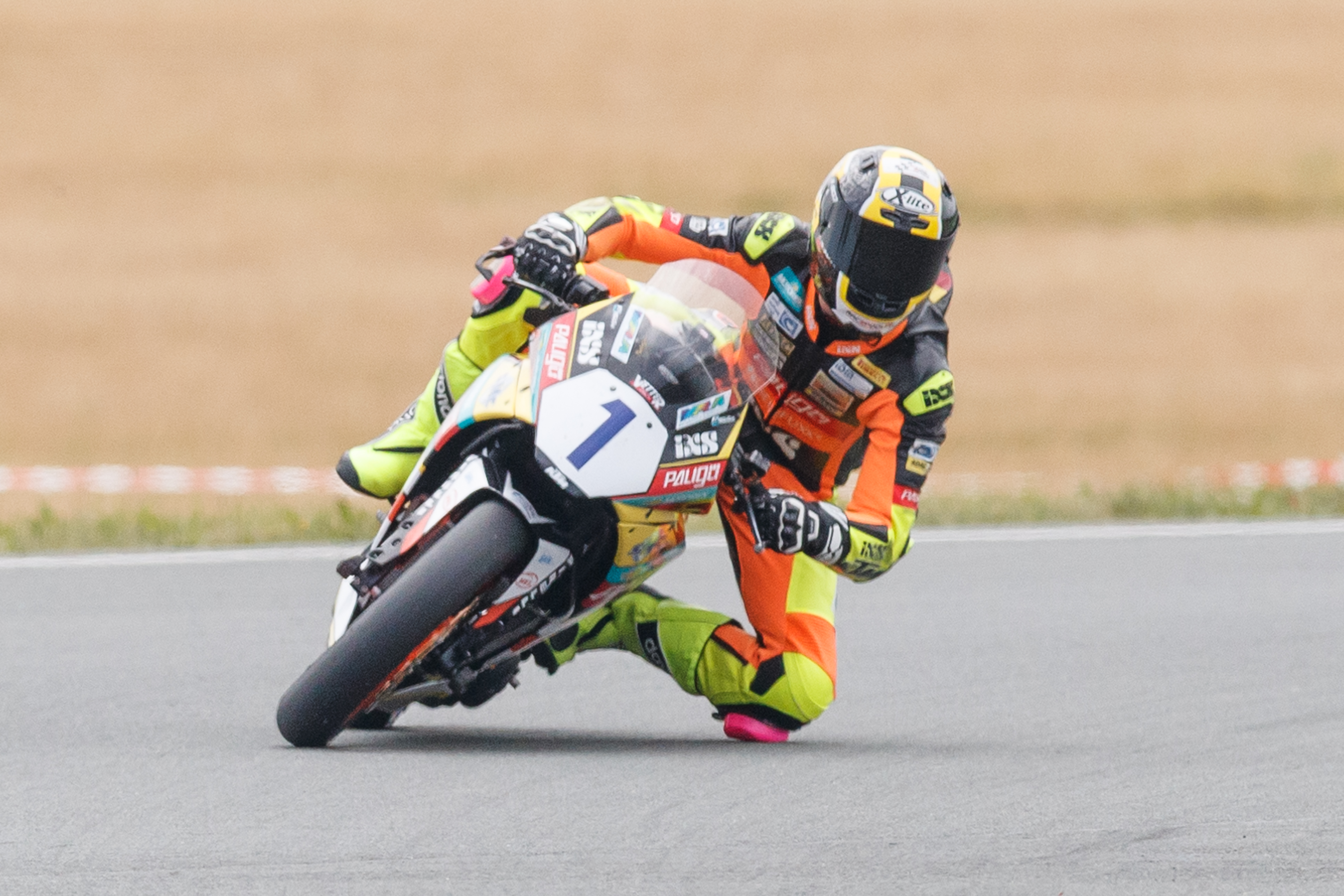
2021 auf dem Schleizer Dreieck

Zur Saison 2020 wechselte Lehmann mit dem Team Freudenberg in die IDM, wo er eine KTM RC 390 R in der Klasse Supersport 300 fuhr. Durch die Corona-Pandemie musste die Saison auf vier Veranstaltungen gekürzt werden, insgesamt wurden acht Rennen gefahren. Lehmann wurde in seiner ersten IDM-Saison Deutscher Meister, obwohl er keinen Sieg feierte. Nach drei zweiten Plätzen gewann er den Titel mit neun Punkten Vorsprung auf Rick Dunnik aus den Niederlanden. Dunnik wurde zuerst als Titelträger gefeiert, wurde allerdings nachträglich vom letzten Rennen auf dem Hockenheimring auf Grund eines technischen Verstoßes ausgeschlossen. Die endgültige Titelentscheidung fiel jedoch erst Mitte Dezember beim DMSB-Sportgericht.
2021 fuhr Lehmann erneut in der 300er-Klasse der IDM. Mit dem Racing Team Freudenberg und mit KTM verteidigte er seinen Titel erfolgreich, sodass er in Hockenheim seinen zweiten Titel in dieser Klasse holte. Drei Rennen gewann Lehmann, weitere fünf Läufe beendete er auf dem Podium.

## Statistik

### Erfolge
- 2019 – ADAC-Junior-Cup-Sieger
- 2020 – Deutscher Supersport 300-Meister auf KTM
- 2021 – Deutscher Supersport 300-Meister auf KTM
- 2022 – World Supersport 300 – Platz 9 (drei dritte Plätze)
- 2023 – World Supersport 300 – Platz 16 (ein Sieg)
- 2024 – IDM Supersport – Platz 6 (ein Sieg)

### In der Supersport-300-Weltmeisterschaft
| Saison | Motorrad | Rennen | Siege | Podien | Poles | Punkte | Ergebnis |
| ------ | -------- | ------ | ----- | ------ | ----- | ------ | -------- |
| 2021   | KTM      | 2      | –     | –      | –     | 0      | 43.      |
| 2022   | KTM      | 16     | –     | 3      | –     | 119    | 9.       |
| 2023   | KTM      | 13     | 1     | 1      | –     | 46     | 16.      |
| Gesamt | Gesamt   | 31     | 1     | 4      | 0     | 165    |          |